# Multia
Multia (föråldrat svenskt namn: Muldia) är en kommun i landskapet Mellersta Finland. Kommunen gränsar mot Etseri i väster, Saarijärvi i norr, Uurainen och Petäjävesi i öster samt Keuru i söder . Multia har cirka 1 488 invånare och är enspråkigt finskt. Kommunen har en yta på 765,62 km². Höjden Kiiskilänmäki är belägen i Multia. Den är den högsta punkten (268,8 m ö.h.) i södra och mellersta Finland .

## Politik

### Mandatfördelning i Multia kommun, valen 1976–2021
| 5 | 5 | 1 | 7 | 1 | 2 |

| 4 | 5 | 1 | 8 | 3 |

| 4 | 5 | 2 | 8 | 2 |

| 3 | 6 | 1 | 8 | 3 |

| 3 | 6 | 1 | 8 | 1 | 2 |

| 3 | 4 | 3 | 9 | 1 | 1 |

| 2 | 5 | 3 | 10 | 1 |

| 2 | 6 | 11 | 1 | 1 |

| 9 | 12 |

| 1 | 4 | 1 | 8 | 1 | 2 |

| 10 | 7 |

| 1 | 3 | 1 | 3 | 7 | 1 | 1 |

| 9 | 8 |

| 1 | 3 | 1 | 1 | 9 | 1 | 1 |

| 8 | 9 |

| 2 | 3 | 2 | 8 | 2 |

| 10 | 7 |

## Befolkningsutveckling
| Befolkningsutvecklingen i Multia kommun 1975–2020                                                            | Befolkningsutvecklingen i Multia kommun 1975–2020 | Befolkningsutvecklingen i Multia kommun 1975–2020 | Befolkningsutvecklingen i Multia kommun 1975–2020 | Befolkningsutvecklingen i Multia kommun 1975–2020 |
| --- | ------------------------------------------------- | ------------------------------------------------- | ------------------------------------------------- | ------------------------------------------------- |
| |                                                   |                                                   |                                                   |                                                   |
| År |                                                   |                                                   | Folkmängd                                         |                                                   |
| 1975 | 1975                                              |                                                   | 2 949                                             |                                                   |
| 1980 | 1980                                              |                                                   | 2 633                                             |                                                   |
| 1985 | 1985                                              |                                                   | 2 528                                             |                                                   |
| 1990 | 1990                                              |                                                   | 2 407                                             |                                                   |
| 1995 | 1995                                              |                                                   | 2 229                                             |                                                   |
| 2000 | 2000                                              |                                                   | 2 153                                             |                                                   |
| 2005 | 2005                                              |                                                   | 2 020                                             |                                                   |
| 2010 | 2010                                              |                                                   | 1 890                                             |                                                   |
| 2015 | 2015                                              |                                                   | 1 710                                             |                                                   |
| 2020 | 2020                                              |                                                   | 1 558                                             |                                                   |
| Anm: Uppgifterna avser förhållandena den 31 december nämnda år enligt områdesindelningen den 1 januari 2022. |                                                   |                                                   |                                                   |                                                   |